# Nawaz Sharif
Pour les articles homonymes, voir Sharif.
Nawaz Sharif (ourdou :نواز شریف), né le 25 décembre 1949 à Lahore, est un homme d'État pakistanais, qui a été Premier ministre à trois reprises non consécutives de 1990 à 1993, de 1997 à 1999, et de 2013 à 2017.
Personnalité politique phare des dernières décennies, il est en cumulé celui qui a le plus longtemps occupé le poste de chef du gouvernement, et le deuxième titulaire resté le plus longtemps en poste durant un mandat après Liaquat Ali Khan. Il dirige la Ligue musulmane du Pakistan (N), presque sans intermittence, de 1988 à 2018.
D'abord proche des militaires, Nawaz Sharif émerge sur la scène politique durant le régime du président Muhammad Zia-ul-Haq en devenant notamment ministre en chef de la province du Pendjab en 1985. Se présentant ensuite quatre fois face au Parti du peuple pakistanais (PPP) dirigé par Benazir Bhutto entre 1988 et 1999, il remporte le scrutin deux fois non consécutives et sera donc Premier ministre du 1er novembre 1990 au 18 juillet 1993, et ensuite du 17 février 1997 au 12 octobre 1999. Son deuxième mandat de Premier ministre se termine par le coup d'État du général Pervez Musharraf et il est emprisonné.
Après son exil négocié en échange de sa libération en 2000, il revient au Pakistan en novembre 2007 et s'allie alors avec Benazir Bhutto et son parti en vue des élections législatives de 2008 dans le but d'isoler le président Pervez Musharraf. Bhutto est assassinée le 27 décembre 2007 et le PPP remporte les élections législatives devant le parti de Sharif qui arrive en seconde position. Suite de la démission de Musharraf, Nawaz Sharif devient de fait le chef de l'opposition en août 2008 après avoir quitté la coalition gouvernementale. Après la victoire de son parti aux élections de mai 2013, il redevient Premier ministre le 5 juin. Cependant, il est destitué le 28 juillet 2017 par la Cour suprême pour évasion fiscale à la suite du scandale des Panama Papers. Un an plus tard, il est condamné à dix ans de prison pour corruption puis emprisonné à son retour du pays, à un mois des législatives remportées par le PTI d'Imran Khan. En décembre de la même année, il est condamné à sept ans de prison pour une autre affaire. Il part alors en exil à Londres à partir de mars 2019. En 2023, il retourne au Pakistan puis ses condamanations sont annulées dans la foulée.

## Famille et vie privée
Nawaz Sharif est le frère aîné de Shehbaz Sharif, né en 1951, homme politique important, ancien chef du gouvernement local de la province du Pendjab et Premier ministre du Pakistan à plusieurs reprises. Un des fils de Shehbaz, Hamza Shehbaz Sharif, fait également de la politique en tant que député à l'Assemblée nationale et brièvement ministre en chef du Pendjab.
Nawaz Sharif est l'un des rares hommes politiques pakistanais à ne pas être issu d'une famille historiquement influente, bien qu'économiquement puissante. Son père, Muhammad Sharif (1920 - 2004), qui tenait un magasin de brocante dans un marché de Lahore et revendait de la ferraille, créera le puissant groupe Ittefaq. La famille de son père était d'origine cachemiri et s'était installée dans le Pendjab (dans la région d'Amritsar) à la fin du XIXe siècle. La famille Sharif (en) est désormais l'une des plus riches et influentes de la province du Pendjab et de la République du Pakistan.
Nawaz Sharif, son frère Shehbaz et ses cousins ont fortement développé l'entreprise Ittefaq Foundries, basée à Lahore et créée par leur père et oncle, jusqu'à en faire une puissante industrie nationale. Cette dernière a été nationalisée en 1972 à l'occasion d'une large politique de nationalisation lancée par le président Zulfikar Ali Bhutto. L'entreprise est privatisée pendant le régime de Zia-ul-Haq en 1978 puis elle connait de nouveau un développement important durant les années 1980. En 1989, elle employait 3 500 personnes. Le chiffre d'affaires de l'entreprise passe de 16 millions de dollars en 1981 à environ 450 millions en 1990. Aujourd'hui, le groupe Ittefaq est composé d'une aciérie (la plus importante aciérie privée du pays), de quatre usines de textile et de huit usines de production de sucre. La valeur totale du groupe est estimée à quatre milliards de dollars.
Nawaz a étudié au Government College of Lahore dans lequel il a obtenu deux bachelors. Il est aussi diplômé en droit de l'université du Pendjab à Lahore.
Issu d'une famille religieuse, Nawaz Sharif est un musulman sunnite pratiquant. Il est marié avec Kulsoom Nawaz Sharif, qui est diplômée de l'Islamia College for women et du Forman Christian College University. Le couple a deux filles et deux fils, Maryam Nawaz, Asma, Hussain et Hassan. Trois d'entre eux ont été mis en cause dans l'affaire des Panama Papers, accusés de dissimuler des biens via des sociétés extraterritoriales. Nawaz Sharif a alors défendu la légalité des opérations et indiqué que ces biens ont été cédés par lui à ses enfants à la suite de la vente d'une de ses usines. En 2017, Kulsoom Nawaz Sharif est élue députée,. Maryam Nawaz devient ministre en chef du Pendjab en février 2024.

## Carrière politique

### Débuts
Nawaz Sharif a commencé sa carrière politique durant le régime du président Muhammad Zia-ul-Haq, avec lequel il entretenait des liens. Nawaz devient ministre dans le gouvernement local du Pendjab en 1983, il a été ministre des Finances et ministre des Sports. Il exerce ensuite deux mandats de chef du gouvernement local de la province, de 1985 à 1990.
Lorsque Zia limoge le Premier ministre Muhammad Khan Junejo, la Ligue musulmane du Pakistan se scinde en deux : la Ligue musulmane du Pakistan (N) dont Nawaz est le secrétaire général, est proche du chef de l'État, tandis que Ligue musulmane du Pakistan (J) dirigée par Junejo, bascule dans l'opposition.
Après la mort de Muhammad Zia-ul-Haq, de nouvelles élections libres se tiennent en 1988. Nawaz Sharif fait alors partie de l'Alliance démocratique islamique, une coalition de partis politiques s'opposant au Parti du peuple pakistanais de Benazir Bhutto, vainqueur du scrutin. La coalition perd au niveau national mais gagne le scrutin dans le Pendjab. Nawaz reste alors le ministre en chef du gouvernement de la province. Il émerge ensuite comme le principal chef de l'opposition.
Mian Muhammad Nawaz Sharif a été Premier ministre à deux reprises, d'abord du 1er novembre 1990 au 18 juillet 1993, et ensuite du 17 février 1997 au 12 octobre 1999. Cette période est marquée par une forte rivalité avec Benazir Bhutto, dirigeante du Parti du peuple pakistanais.

### Premier mandat de Premier ministre

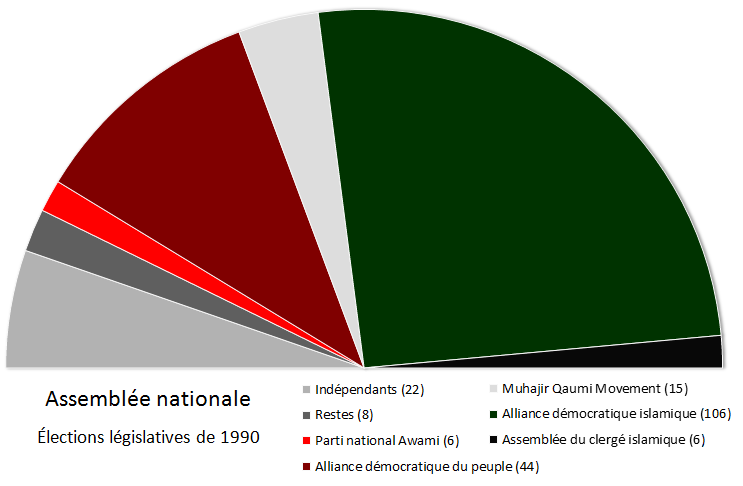
Composition de l'Assemblée nationale après les élections de 1990.

L'alliance démocratique islamique remporte les élections législatives de 1990 en obtenant 106 sièges, deux au-dessus de la majorité absolue. Nawaz Sharif devient Premier ministre le 1er novembre 1990 succédant à Benazir Bhutto contre laquelle il avait fait campagne, notamment autour des accusations de corruption dont son gouvernement faisait l'objet.
Nawaz Sharif poursuit et élargit la politique de privatisation entamée par Benazir Bhutto. Il tente aussi de développer les infrastructures du pays, avec notamment le début de la construction de la première autoroute.
Le 18 avril 1993, Nawaz Sharif est démis de ses fonctions par le président Ghulam Ishaq Khan pour les charges de corruption et népotisme notamment. L'Assemblée nationale est également dissoute par le président. Toutefois, la décision est jugée inconstitutionnelle par la Cour suprême et annulée. Nawaz Sharif retrouve son poste le 26 mai mais l'armée fait pression pour obtenir sa démission. Finalement, Nawaz Sharif conclut un accord avec le président prévoyant la démission conjointe des deux hommes. De nouvelles élections législatives sont convoquées le 6 octobre 1993 et sont remportées de justesse par le Parti du peuple pakistanais. Benazir Bhutto succède ainsi à Nawaz Sharif.

### Deuxième mandat de Premier ministre

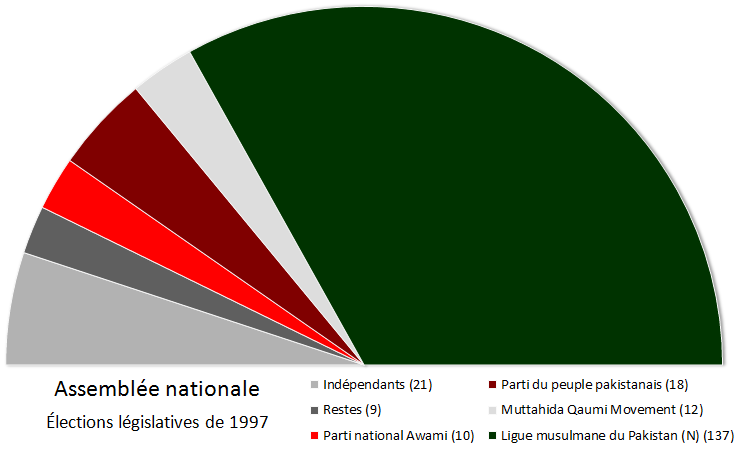
Composition de l'Assemblée nationale après les élections de 1997.

La Ligue musulmane du Pakistan (N) remporte très largement les élections de 1997 obtenant une large majorité absolue (137 sièges sur 207), ce qui facilite ses projets de révision de la Constitution.
En 1997, Nawaz Sharif fait passer par le Parlement un premier amendement supprimant les principaux pouvoirs discrétionnaires du président de la République, dont celui de dissoudre l'Assemblée nationale, de démettre le Premier ministre et aussi de nommer le chef de l'armée. Cette réforme annule les amendements votés par le président Zia-ul-Haq et redonne ainsi au régime politique pakistanais la forme qu'il avait initialement avec la Constitution de 1973 que le Premier ministre Zulfikar Ali Bhutto avait fait adopter. Il fait voter un second amendement à la Constitution quelque temps plus tard et qui soumet les membres de l'Assemblée nationale à une stricte discipline parlementaire, rendant difficile le vote d'une motion de censure contre un Premier ministre dirigeant d'un parti possédant la majorité absolue à la chambre basse.
Grâce à ces amendements, le pouvoir de Nawaz Sharif s'est retrouvé très étendu, et ses opposants l'ont accusé de dérive autoritaire et ont critiqué la concentration du pouvoir entre les mains du Premier ministre.
Le 8 octobre 1998, le gouvernement de Nawaz Sharif présente devant l'Assemblée nationale un projet d'amendement renforçant le rôle de la charia dans l'ordre juridique ainsi que le rôle du Premier ministre. L'amendent est approuvé par l'Assemblée nationale mais n'est pas accepté lors du vote au Sénat. Le projet de loi ne sera donc jamais adopté.
Son second mandat est également marqué par la course aux armements nucléaires entre le Pakistan et l'Inde. En 1998, le Pakistan réalise son premier essai nucléaire avec succès. À ce titre, il lui est ironiquement décerné le prix Ig Nobel, comme son homologue indien.

### Coup d'État et exil

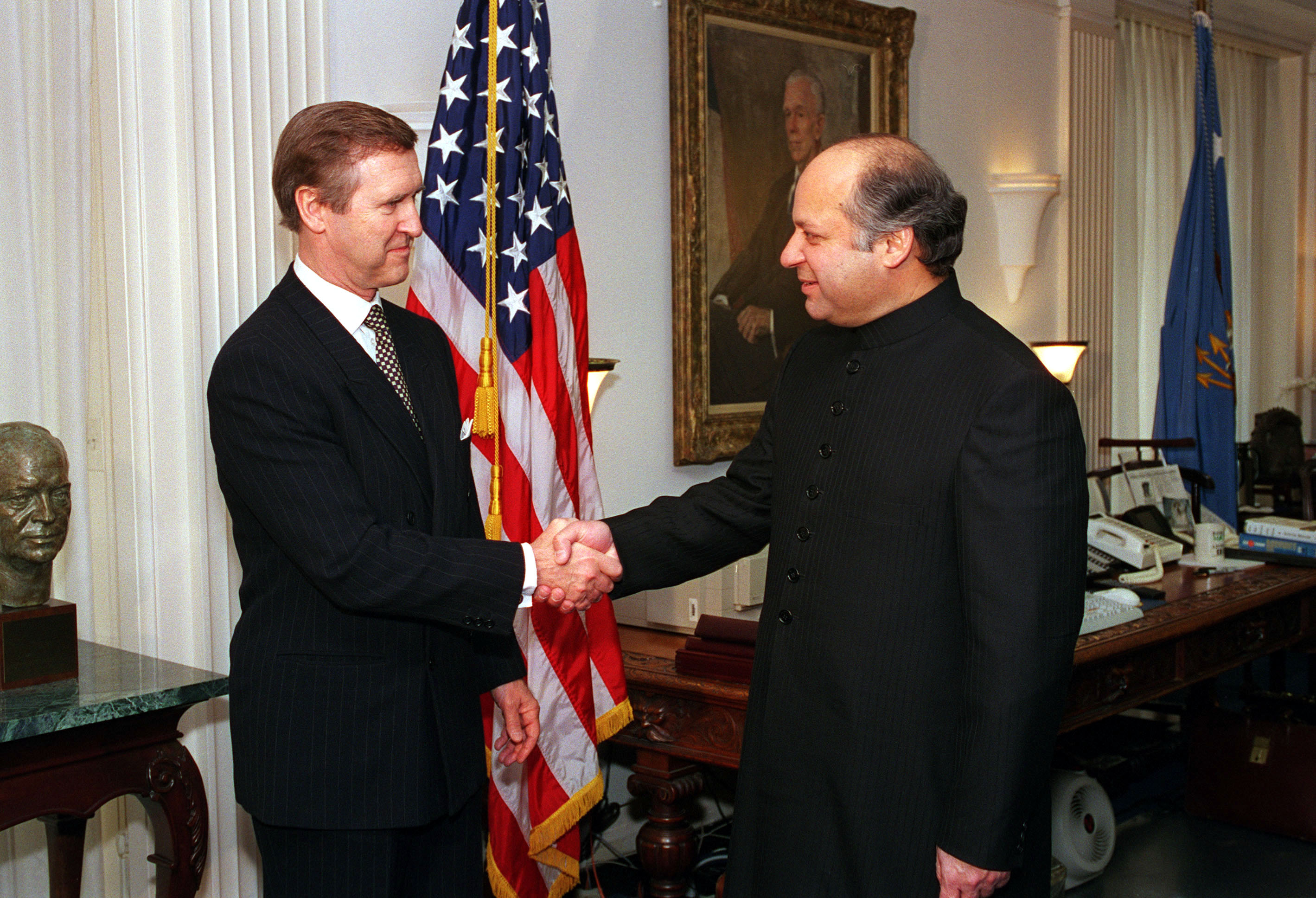
Nawaz Sharif rencontre le secrétaire américain à la Défense William Cohen aux États-Unis en 1998.

Le second mandat de Premier ministre de Nawaz Sharif se termine par le coup d'État du chef de l'armée Pervez Musharraf qui avait été nommé par Nawaz Sharif le 6 octobre 1998. Le coup d'État est mené peu après le conflit de Kargil dans un contexte de tensions importantes et alors que le gouvernement de Nawaz Sharif devenait impopulaire.
Nawaz Sharif aurait été mis au courant, quelques semaines avant le coup d'État, d'une potentielle conspiration de l'armée. Alors que le chef de l'armée pakistanaise Pervez Musharraf est en voyage au Sri Lanka, Nawaz Sharif le remplace par Ziauddin Butt, chef de l'ISI, au poste de chef de l'armée le 12 octobre 1999. Pervez Musharraf prend alors un avion commercial pour rentrer au Pakistan et Nawaz Sharif ordonne la fermeture de l'aéroport de Karachi pour empêcher l'avion d'atterrir. À bord de son avion, Musharraf appelle au téléphone des généraux de l'armée. Dans la journée, l'armée prend le contrôle de l'aéroport de Karachi et renverse le gouvernement de Nawaz Sharif. Les principaux généraux de l'armée apportent leur soutien à Pervez Musharraf et refusent d'obéir aux ordres du Premier ministre. Nawaz Sharif et son frère Shehbaz Sharif sont arrêtés par l'armée.
Nawaz Sharif est officiellement arrêté pour avoir empêché l'atterrissage de l'avion du général Musharraf. Il est accusé de « kidnapping, détournement d'avion, terrorisme et tentative de meurtres » et condamné à la prison à vie. Il négocie cependant, grâce à l'intervention de l'Arabie saoudite, un accord prévoyant son exil et son impossibilité de faire de la politique pendant vingt ans.
Il part en exil en 2000 en Arabie saoudite pour un minimum de dix ans avec 18 membres de sa famille dont sa femme Kulsoom, son frère Shehbaz et son père.

### Retour au pays et élections de 2008

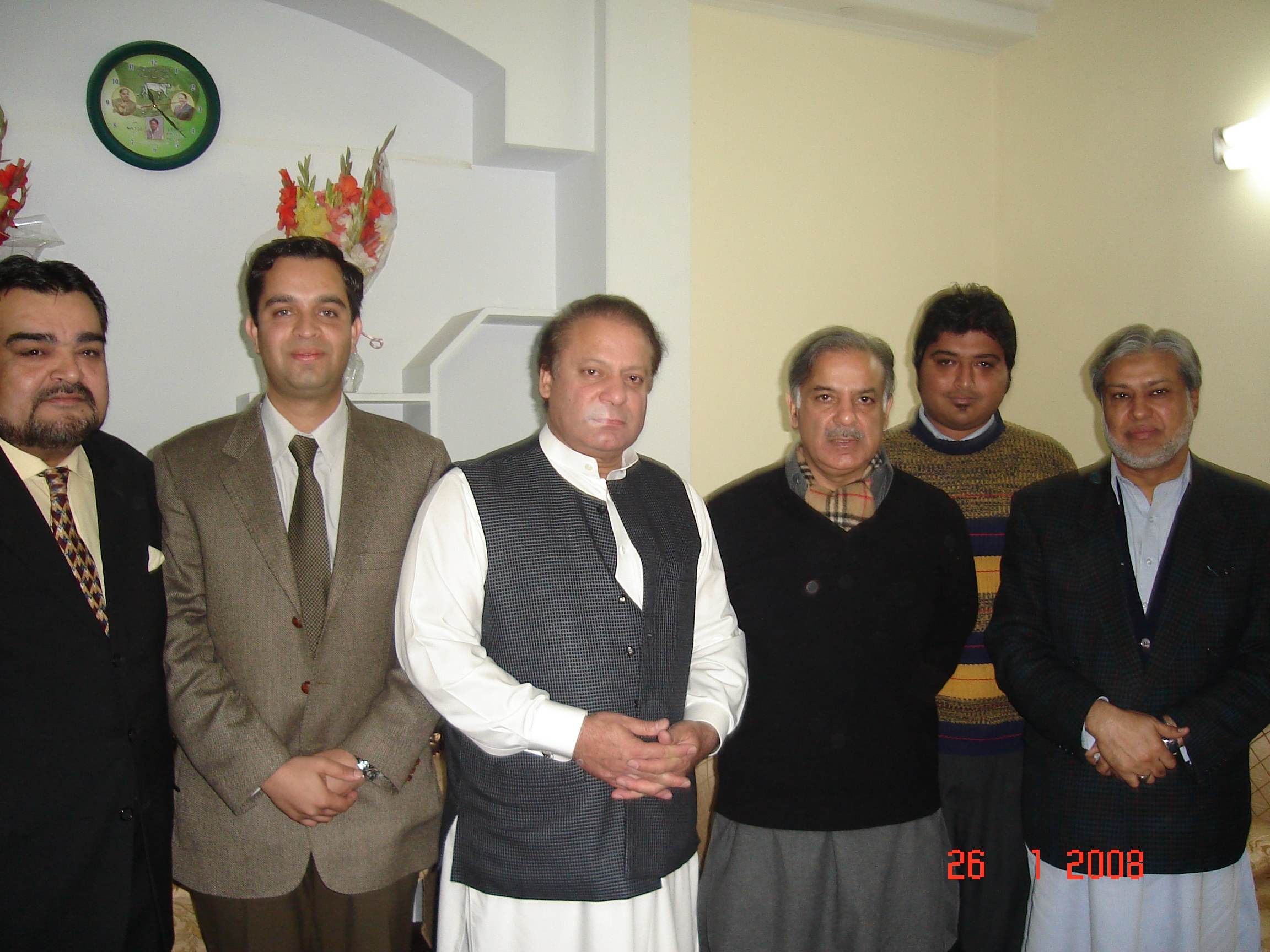
Nawaz Sharif et son frère (à sa droite) Shehbaz Sharif en 2008.

Comptant profiter de l'affaiblissement du président Pervez Musharraf, il est revenu d'exil le 10 septembre 2007, mais a aussitôt été ré-expulsé en Arabie saoudite. Il est finalement autorisé à rentrer au Pakistan grâce à l'Arabie saoudite. Son avion atterrit à Lahore le 25 novembre 2007, soit environ un mois après le retour de Benazir Bhutto. Il est accueilli par environ 5 000 partisans et promet de « mettre fin à la dictature ». Il s'associe alors avec Benazir en vue des élections législatives de 2008. Nawaz Sharif et Benazir Bhutto avaient signé des accords (« Charte de la démocratie ») en 2006 à Londres prévoyant des objectifs de réformes institutionnelles. Les deux personnalités mettaient ainsi à l'écart leur ancienne rivalité politique qui avait duré dix ans.
Le 27 décembre 2007, le jour de l'assassinat de Benazir Bhutto, Nawaz Sharif est victime dans le même temps d'une tentative d'assassinat. Il s'adresse le soir même aux partisans de Bhutto : « Mes frères militants du parti de Benazir Bhutto, moi et mon parti la Ligue musulmane partageons votre douleur. ». Il dit aussi : « ce n'est pas un jour triste, c'est un jour noir, le plus sombre de l'histoire du Pakistan ». Il dit alors considérer Benazir comme sa sœur.
Après l'assassinat de Benazir Bhutto, il annonce le boycott des élections législatives de janvier 2008 par son parti avant de revenir sur sa décision dans les jours suivants, précisant qu'il participera aux élections si le parti de Bhutto (le PPP) le décide aussi.
En février 2008, son parti arrive deuxième aux élections législatives après le Parti du peuple pakistanais de Bhutto. La Ligue musulmane du Pakistan (N) supplante donc en nombre de sièges obtenus la Ligue musulmane du Pakistan (Q), qui soutenait Pervez Musharraf et qui arrive troisième.

### Présence éphémère au gouvernement en 2008
Nawaz Sharif forme ensuite une coalition avec le PPP. Youssouf Raza Gilani est investi Premier ministre et le président Musharraf démissionne le 18 août 2008 alors que la coalition entendait entamer une procédure de destitution contre lui au Parlement.

### Chef du premier parti d'opposition

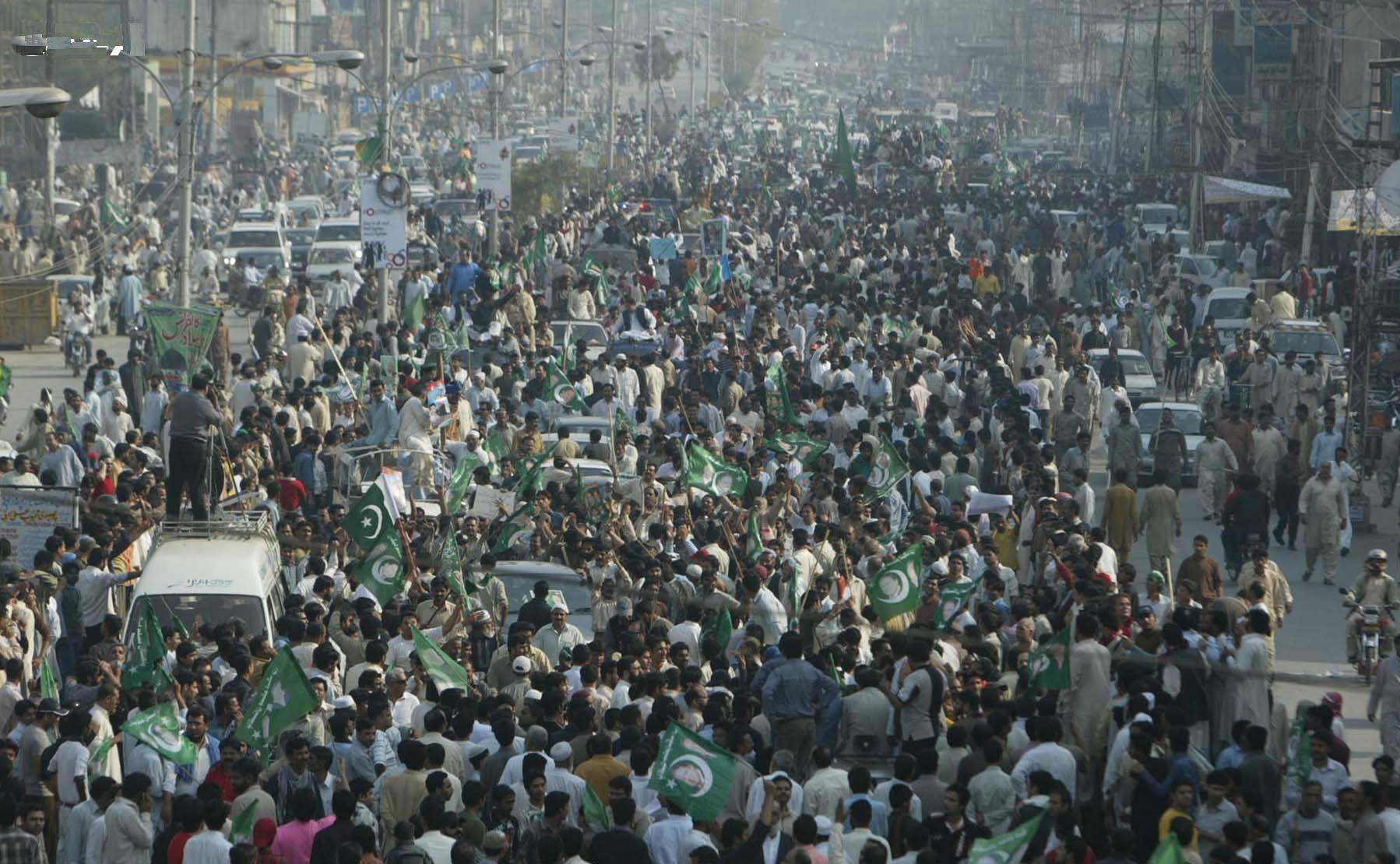
La « longue marche » lancée par Nawaz Sharif à Lahore le 15 mars 2009.

À la suite de diverses crises politiques, Nawaz Sharif et son parti quittent la coalition le 25 août 2008, ce qui n’ôte pas la majorité du gouvernement. Il justifie sa décision par des divergences de vue avec le PPP, notamment concernant la restauration des juges de la Cour suprême révoqués par Pervez Musharraf et la nomination d'Asif Ali Zardari comme candidat de la coalition à la présidentielle de septembre. Nawaz Sharif devient alors le principal chef de l'opposition puisqu'il dirige le principal parti opposé au gouvernement. Cela dit, le poste officiel de chef de l'opposition, qui dispose d'une reconnaissance constitutionnelle, est occupé par Nisar Ali Khan.
Début 2009, Nawaz Sharif se joint au mouvement des avocats réclamant la restauration des juges révoqués en 2007 par Pervez Musharraf.
Le 3 mars 2009, après la révocation de l'amnistie décrétée par Musharraf, Nawaz est déclaré inéligible par la Cour suprême, en raison de sa condamnation de 2000, puis placé en résidence surveillée le 15 mars. Nawaz sera innocenté par la Cour suprême du Pakistan le 17 juillet 2009.
Alors que l'opposition entame, à l'initiative de Nawaz Sharif, une « longue marche », le président Asif Ali Zardari cède sur la principale exigence en réinstaurant les juges de la Cour suprême, dont Iftikhar Muhammad Chaudhry au poste de président de la Cour.

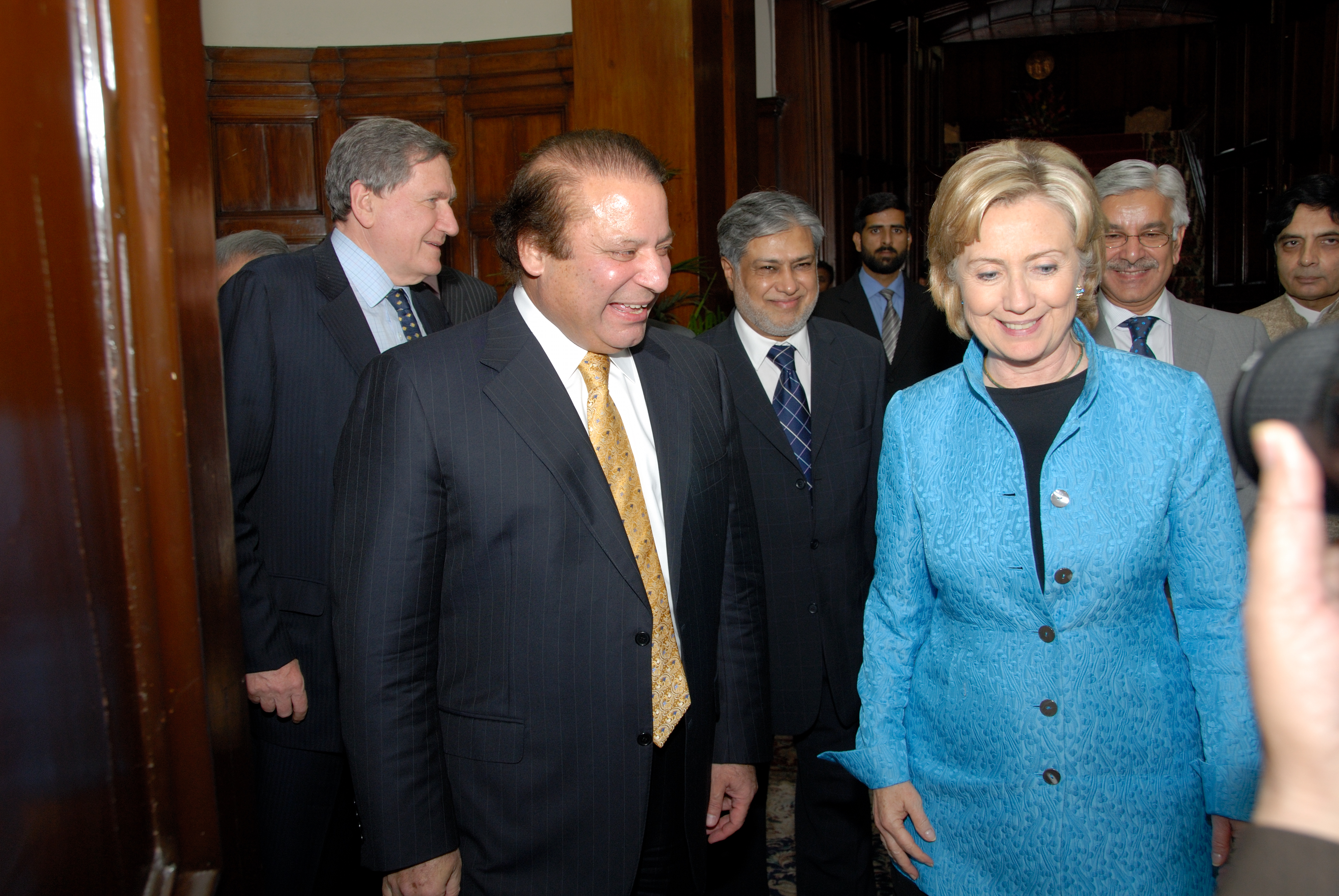
Nawaz Sharif rencontre Hillary Clinton à Lahore en 2009.

En avril 2010, Nawaz Sharif soutient la réforme constitutionnelle que le gouvernement soumet au vote du Parlement. Elle était prévue par les accords qu'il avait signé avec Benazir Bhutto en 2006. Cette réforme majeure annule les amendements votés après le coup d'État de Pervez Musharraf et qui avaient accru les pouvoirs du président. Elle redonne au régime politique sa forme originelle qu'il avait avec la Constitution de 1973. La réforme est donc semblable à celle que Nawaz Sharif avait fait adopter en 1997. Elle permettra aussi à Nawaz Sharif de redevenir Premier ministre alors que ce poste était limité à seulement deux mandats depuis la présidence de Musharraf. Cette disposition avait été interprétée comme un moyen d'empêcher Nawaz Sharif et Benazir Bhutto d'occuper à nouveau ce poste.
Durant la crise politique de janvier 2011, alors que le MQM quitte provisoirement la coalition, privant le gouvernement de sa majorité, Nawaz Sharif présente, en vue d'un soutien sans participation, un agenda politique, de dix points au Premier ministre, prévoyant notamment une baisse des dépenses de l'État, des mesures pour lutter contre la corruption et la réduction du cabinet fédéral. Cette dernière exigence est mise en œuvre par le Premier ministre le 13 février, le nombre de ministres passant de 54 à 22. Les relations avec le gouvernement se dégradent pourtant par la suite, notamment dans le cadre de l'affaire du mémorandum qui provoque une crise politique entre fin 2011 et 2012, durant laquelle Nawaz Sharif demande, sans succès, des élections anticipées.
Il est réélu à la tête de son parti en le 27 juillet 2011.
À l'approche des élections législatives de 2013, Imran Khan dispute le rôle de premier opposant à Nawaz Sharif, celui-ci réunissant des foules très importantes et son parti affichant des scores parfois supérieurs à la Ligue dans les sondages d'intention de votes.

### Troisième mandat de Premier ministre

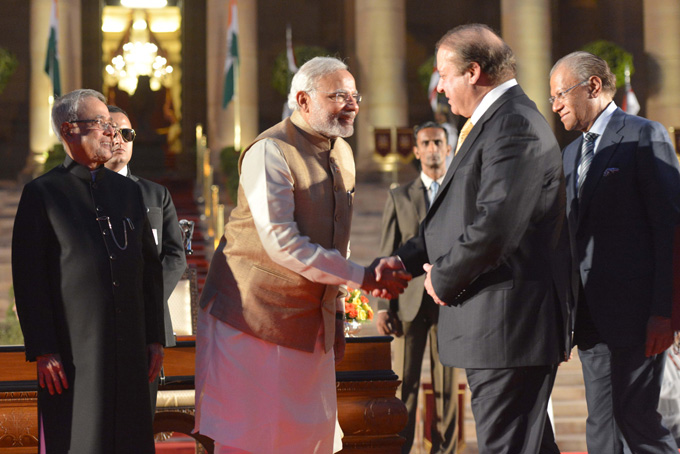
Nawaz Sharif durant l'investiture de son homologue indien Narendra Modi, le 26 mai 2014 à New Delhi.

La Ligue musulmane du Pakistan (N) gagne les élections législatives du 11 mai 2013, en obtenant 33 % des voix et un nombre de députés légèrement supérieur à la majorité absolue après le ralliement de députés indépendants, soit 185 députés pour une majorité absolue de 172. Il réalise un score éclatant dans le Pendjab et obtient près de trois quarts des sièges à l'Assemblée provinciale. Quant à Nawaz Sharif, il remporte les deux circonscriptions dans lesquelles il s'est présenté, c'est-à-dire la cinquième de Sargodha avec 63 % des voix et la troisième de Lahore avec 61 % des voix.
Le 5 juin, Nawaz Sharif est élu et investi Premier ministre par l'Assemblée nationale avec 244 voix sur 342 sièges, face à Ameen Faheem et Javed Hashmi. Le 7 juin, son cabinet prend ses fonctions avec notamment Ishaq Dar au poste de ministre des Finances et Nisar Ali Khan au poste de ministre de l'Intérieur. Sharif prend pour sa part la direction du ministère des Affaires étrangères. Il garde aussi dans un premier temps le portefeuille de la Défense, avant de la céder à Khawaja Muhammad Asif. Le 30 juillet, c'est l'un de ses proches, Mamnoon Hussain, qui est élu président de la République par le collège électoral.
Les débuts de son mandat sont marqués par une volonté de normaliser les relations avec l'Inde. Il commence par inviter son homologue indien Manmohan Singh pour sa cérémonie d’investiture, mais ce dernier décline. C'est finalement son successeur Narendra Modi qui l'invite à sa propre investiture, le 26 mai 2014. Nawaz Sharif se tourne également vers l'Afghanistan et libère des chefs talibans afghans dans le but de faciliter les négociations de paix entre Kaboul et les insurgés. Le 27 novembre 2013, il nomme Raheel Sharif au poste de chef de l'armée pakistanaise en remplacement de Ashfaq Kayani qui prend sa retraite, et serait un proche du Premier ministre. Ce général est considéré comme un représentant de la nouvelle doctrine militaire qui considère l'insurrection des talibans comme la priorité par rapport à la lutte contre l'Inde,.
Son mandat est également marqué par une forte contestation en 2014, les opposants Imran Khan et Mohammad Tahir ul-Qadri réunissant leurs partisans lors d'une longue marche puis une occupation d'espaces publics à Islamabad durant quatre mois. Les opposants reprochent notamment à Nawaz Sharif d'avoir bénéficié de fraudes électorales et réclament sa démission ainsi que des réformes électorales. Toutefois, les meneurs du mouvement se voient accusés de complicité avec l'armée et des rumeurs de coup d’État sont relayées dans la presse. Les meneurs du mouvement y mettent fin peu après le massacre de l'école militaire de Peshawar, attentat le plus meurtrier de l'histoire du pays. À la suite de ce dernier, Nawaz Sharif met en place un « plan d'action national » qui suspend le moratoire sur la peine de mort et instaure des tribunaux militaires.
Il bénéficie en 2016 d'un pot-de-vin de 20 millions de dollars de l'homme d'affaires crapuleux Arif Naqvi, destiné à financer sa campagne électorale et des associations qui lui sont proches.

### Destitution et emprisonnement

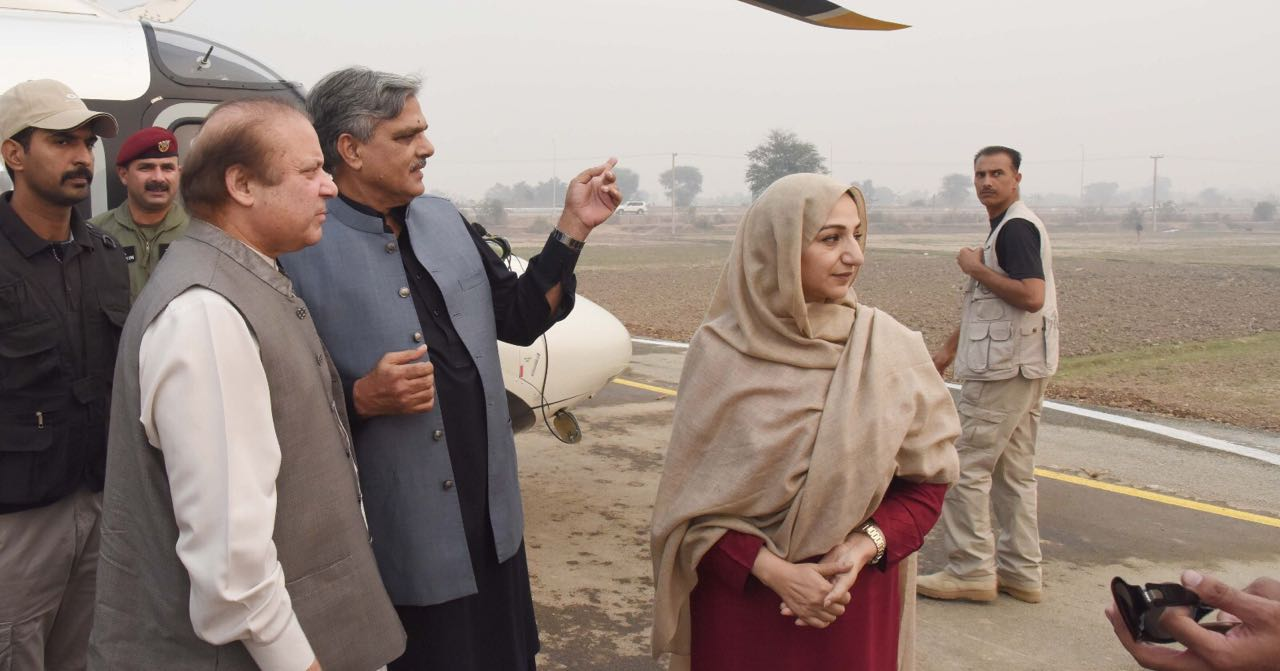
Nawaz Sharif accompagné de Saira Afzal Tarar en 2016.

Nawaz Sharif est englué à partir de 2016 dans l'affaire des Panama Papers. À la suite d'une plainte d'Imran Khan, l'un des chefs de l'opposition, la Cour suprême se penche sur l'affaire et rend le 20 avril 2017 un arrêt confiant l'examen de l'affaire à une commission d'enquête ad hoc. Sa famille, notamment sa fille Maryam pressentie comme son héritière en politique, détiendrait des appartements londoniens de luxe par l’entremise de sociétés offshore. À la suite du résultat de cette enquête, il s'avère aussi que les documents censés prouver son innocence sont des faux, au vu de l'anachronisme entre la police d'écriture et la prétendue date d'émission. Il est destitué de son poste de député par la Cour suprême le 28 juillet 2017 et perd par la même occasion son poste de Premier ministre, duquel il accepte de démissionner le jour-même,. Il est aussi condamné à une peine d'inéligibilité de dix ans.
Le 29 juillet 2017, son parti désigne Shahid Khaqan Abbasi pour le remplacer au poste de Premier ministre. Dans un premier temps, son frère Shehbaz Sharif est pressenti pour lui succéder, mais le choix stratégique est fait de le conserver à la tête du gouvernement local du Pendjab. Le 17 septembre, sa conjointe Kulsoom Nawaz Sharif est élue députée dans la circonscription qu'il a laissée vacante. Hospitalisée pour un cancer de la gorge, elle ne peut cependant pas faire campagne, et sa fille Maryam s'en charge à sa place. Le 19 octobre, Nawaz est inculpé par la Cour suprême pour corruption puis un mandat d'arrêt est émis à son encontre,. Le 21 février 2018, la Cour suprême rend un arrêté lui interdisant de diriger son parti et le 13 avril, il est déclaré inéligible à vie.
Le 6 juillet, il est condamné à dix ans de prison pour corruption et sa fille Maryam Sharif à sept. Alors qu'ils sont menacés d'arrestation, Nawaz et Maryam retournent au Pakistan le 13 juillet, tandis que leurs partisans décident de les accueillir à l'aéroport, malgré l'arrestation d'un certain nombre d'entre eux. Nawaz et sa fille sont arrêtés à leur arrivée dans le pays puis enfermés dans la prison d'Adiala à Rawalpindi tandis que Shehbaz Sharif organise une manifestation de soutien interdite,. À l'approche des législatives, le clan Sharif accuse la puissante armée pakistanaise de comploter contre lui, tandis que certains médias et fonctionnaires notent une répression contre le parti sortant et dénoncent des censures,.
Le 29 juillet, il est hospitalisé à la suite d'une autorisation du gouvernement. En août 2018, peu après son élection comme Premier ministre, Imran Khan interdit à lui et à sa fille de quitter le territoire, ce qui lui vaut des accusations de « vandetta ». Son épouse Kulsoom meurt le 11 septembre à Londres des suites de son cancer. Il est alors relâché provisoirement pour une durée de cinq jours pour pouvoir assister aux funérailles.
Le 19 septembre 2018, estimant que l'accusation n'a pas été capable de prouver que ces biens immobiliers lui appartenaient, la Haute cour d'Islamabad ordonne sa libération conditionnelle, jusqu'à la tenue d'un procès en appel. Sa caution est fixée à 500 000 roupies. Il est ainsi libéré le soir même. En décembre 2018, il est de nouveau emprisonné à la suite de la condamnation d'une Cour des comptes à sept ans de prison et une amende équivalant à 25 millions de dollars. On lui reproche d'avoir été incapable d'indiquer l'origine de certains de ses fonds d'investissement.

### Exil à Londres et retour au Pakistan
Il est de nouveau libéré en mars 2019 pour traitements médicaux qu'il part suivre à Londres,.
Fin mai 2023, un an après l'accession au pouvoir de son frère à la suite de l'adoption d'une motion de censure, le Parlement adopte une loi permettant de faire appel d'une disqualification à vie décidée par la Cour suprême, permettant à l'ancien Premier ministre Nawaz Sharif, de bénéficier d'une telle mesure. Fin juin, une autre loi, limitant la disqualification à cinq ans, est adoptée.
Le 21 octobre 2023, après une ordonnance de la cour levant l'ordre de son arrestation, il retourne au Pakistan. Il est accueilli à Lahore par des rassemblements de dizaines de milliers de ses partisans. Il obtient que les vérifications de ses empreintes digitales se fassent à l'aéroport et non pas en prison, ce qui amène des observateurs à soupçonner un accord entre l'armée et Nawaz pour garantir son retour sans qu'il ne soit emprisonné, en vue d'un éventuel retour au pouvoir après les élections. Ses trois condamnations sont annulées entre le 30 novembre et le 13 décembre 2023,. Le 9 janvier 2024, la Cour suprême abroge sa jurisprudence sur la disqualification à vie.
Il redevient député après les élections législatives pakistanaises de 2024. Alors que son parti a conclu un accord de coalition lui assurant de former un gouvernement, il soutient la reconduction de son frère Shehbaz Sharif à la tête du gouvernement. Nawaz Sharif est de nouveau élu à la tête de la PMLN le 28 mai 2024.